# Cmentarz wojenny nr 33 – Swoszowa
Cmentarz wojenny nr 33 – Swoszowa – cmentarz z I wojny światowej, zaprojektowany przez Johanna Jagera znajdujący się w północno-zachodniej części wsi Szerzyny w powiecie tarnowskim, w gminie Szerzyny. Jeden z ponad 400 zachodniogalicyjskich cmentarzy wojennych zbudowanych przez Oddział Grobów Wojennych C. i K. Komendantury Wojskowej w Krakowie.
Obiekt znajduje się przy drodze do Swoszowej, ok. 400 m na południe od granicy tej miejscowości z Szerzynami i w ewidencji cesarskiej i królewskiej Armii figuruje jako 33 Swoszowa.
Zajmuje powierzchnię około 706 m², otoczony jest z trzech stron kamiennym ogrodzeniem, od strony drogi drewnianym. Na cmentarzu pierwotnie było pochowanych prawdopodobnie 169 żołnierzy pochowanych w 9 grobach zbiorowych oraz 8 pojedynczych poległych w grudniu 1914 oraz maju 1915 roku:
- 85 Rosjan z jednostek: 7 Rewelski Pułk Piechoty, 225 Liweński Pułk Piechoty,
- 83 Austriaków m.in. z : 18 LIR, 20 LIR, 33 Pułk Piechoty k.k. Landwehry, 56 IR, 98 IR,
- 1 Niemiec.

Na linii tylnego ogrodzenia cmentarza znajduje się niewielki kamienny pomnik, na którym postawiono charakterystyczny potrójny krzyż przykryty daszkiem. Na cokole krzyża znajduje się tablica z napisem w języku niemieckim: „Zazdrośćcie nam, którzy polegliśmy w walce i cierpieniu, Tutaj powstała sława naszego życia i śmierci” (tłum.).

## Galeria

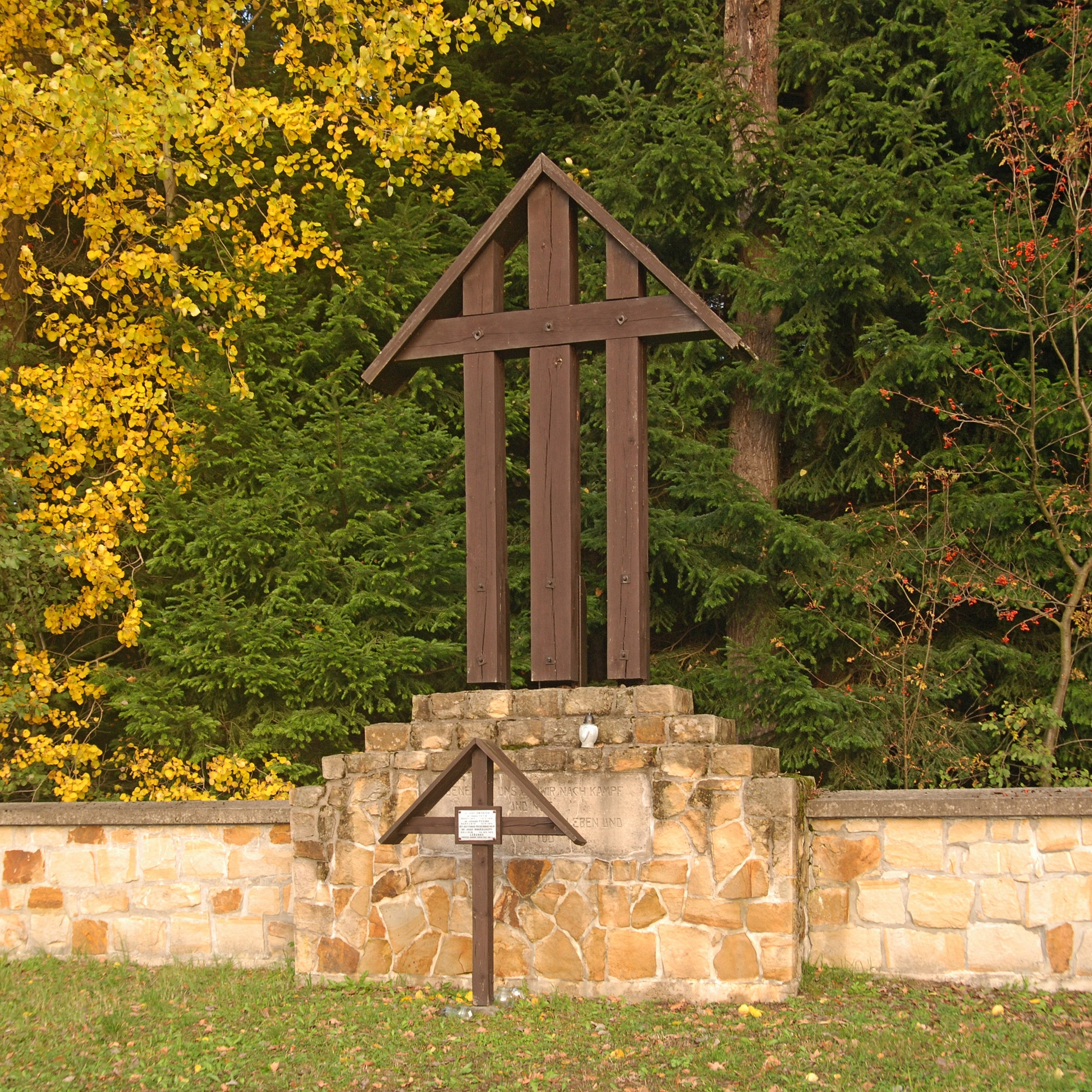
Pomnik główny
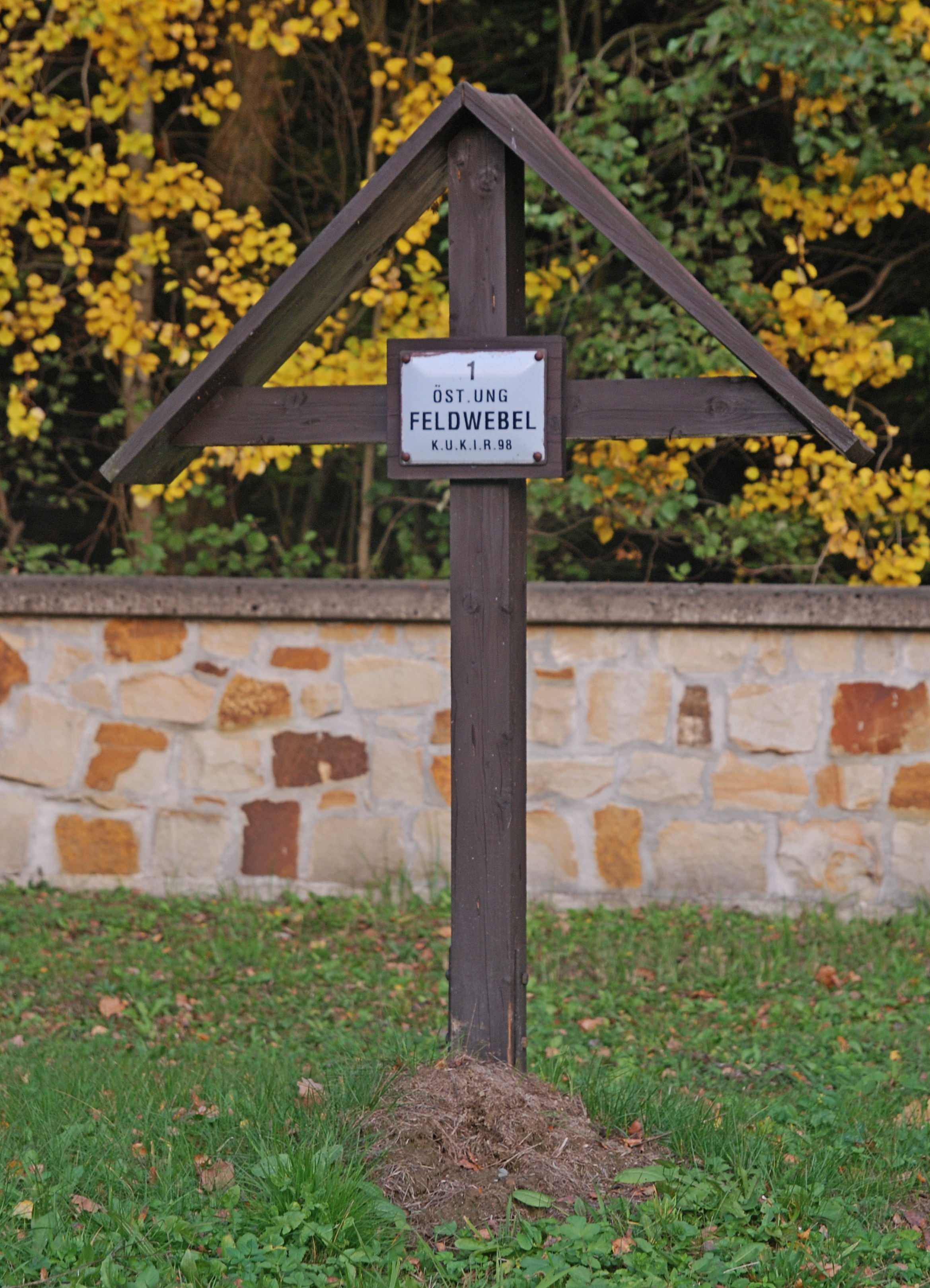
Krzyż jednoramienny
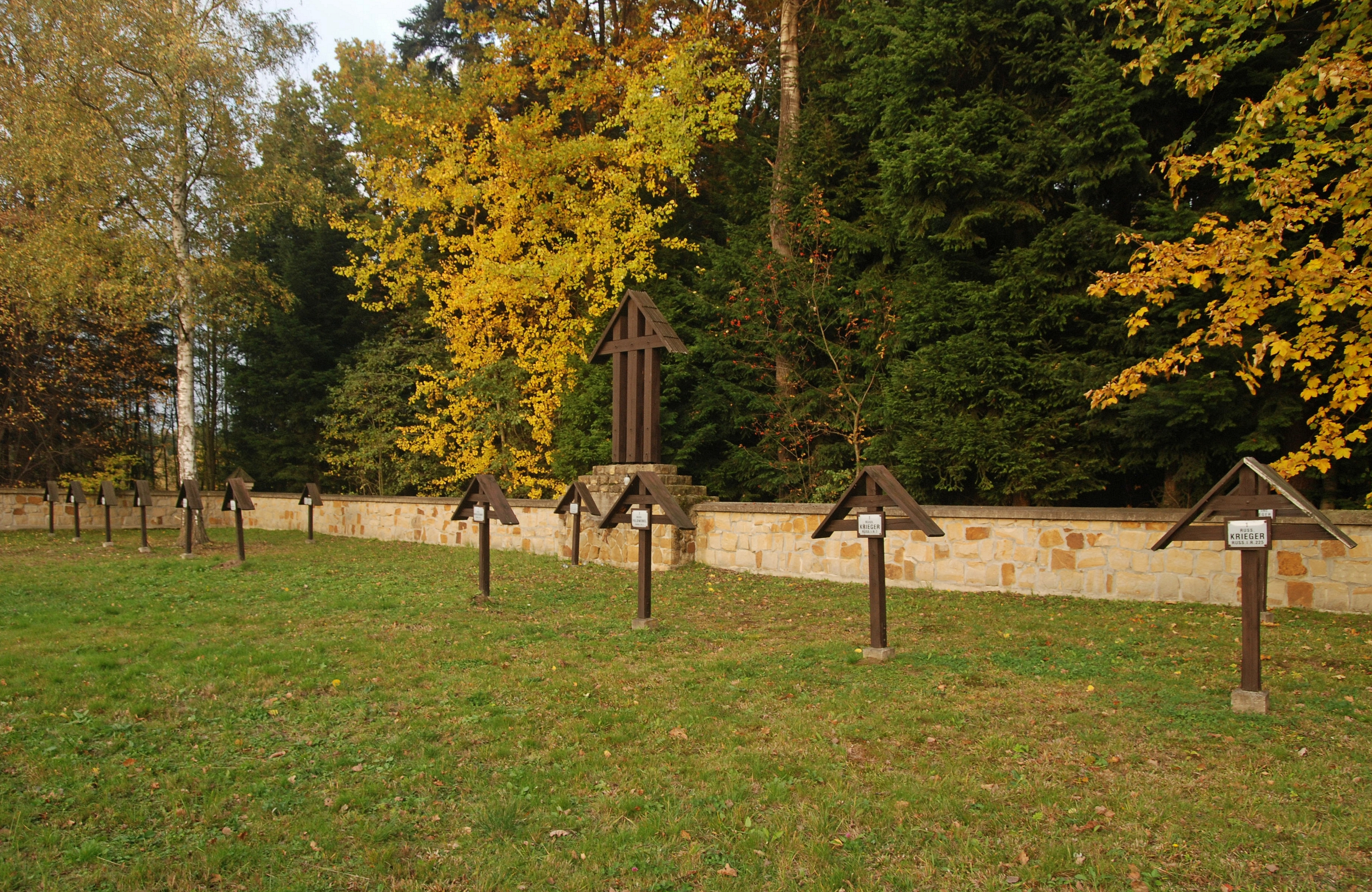
Fragment cmentarza
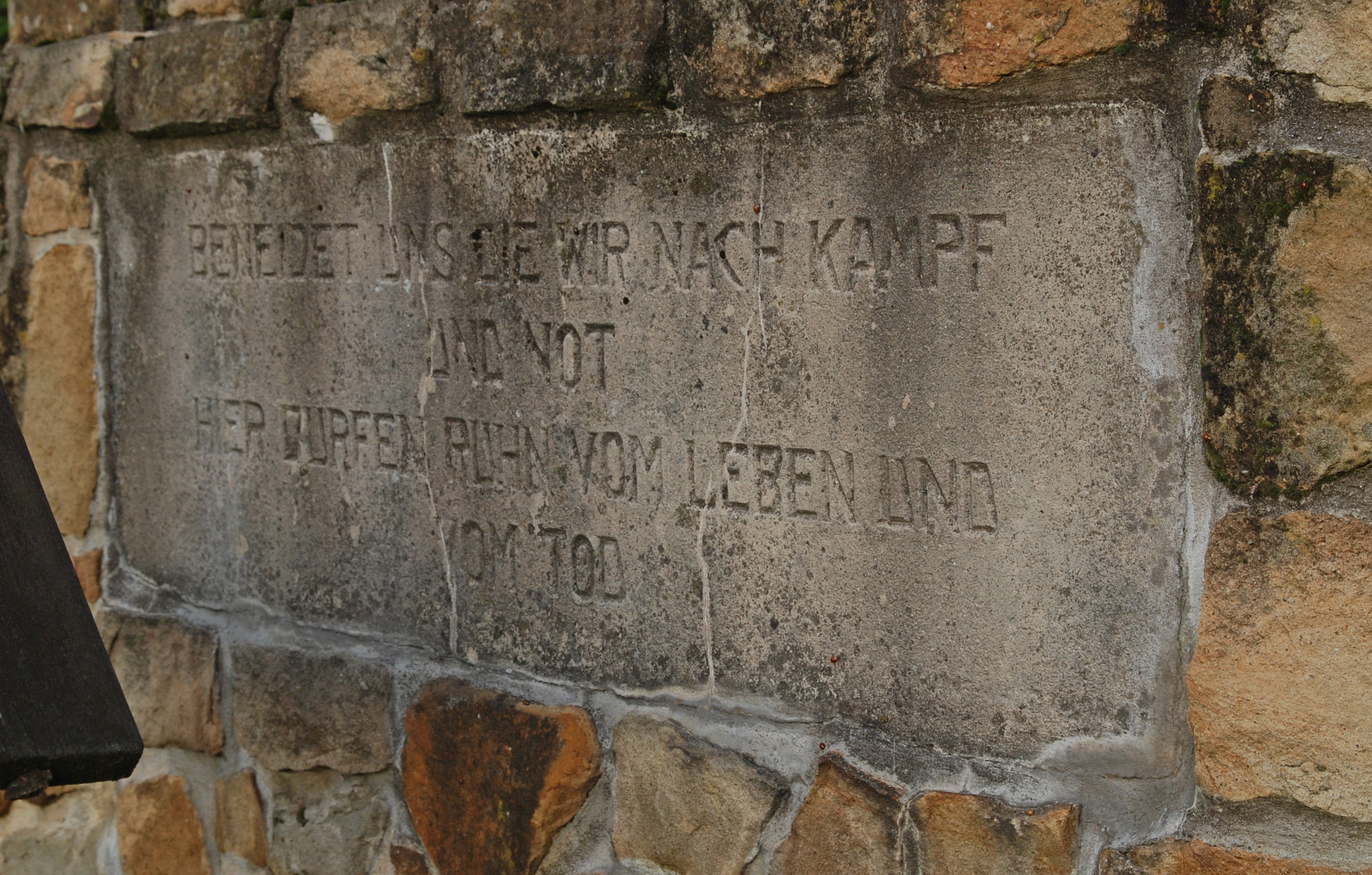
Inskrypcja
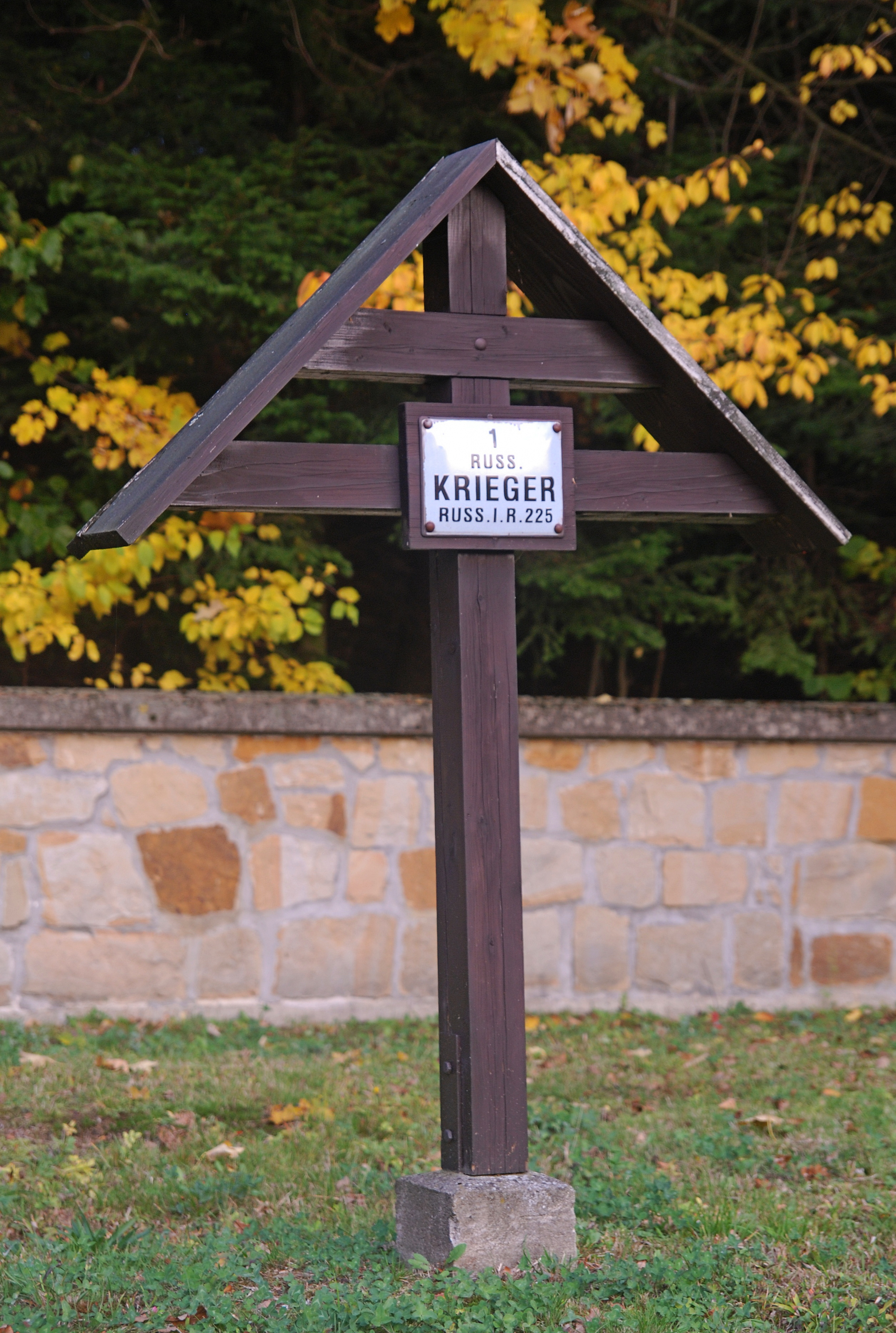
Krzyż dwuramienny
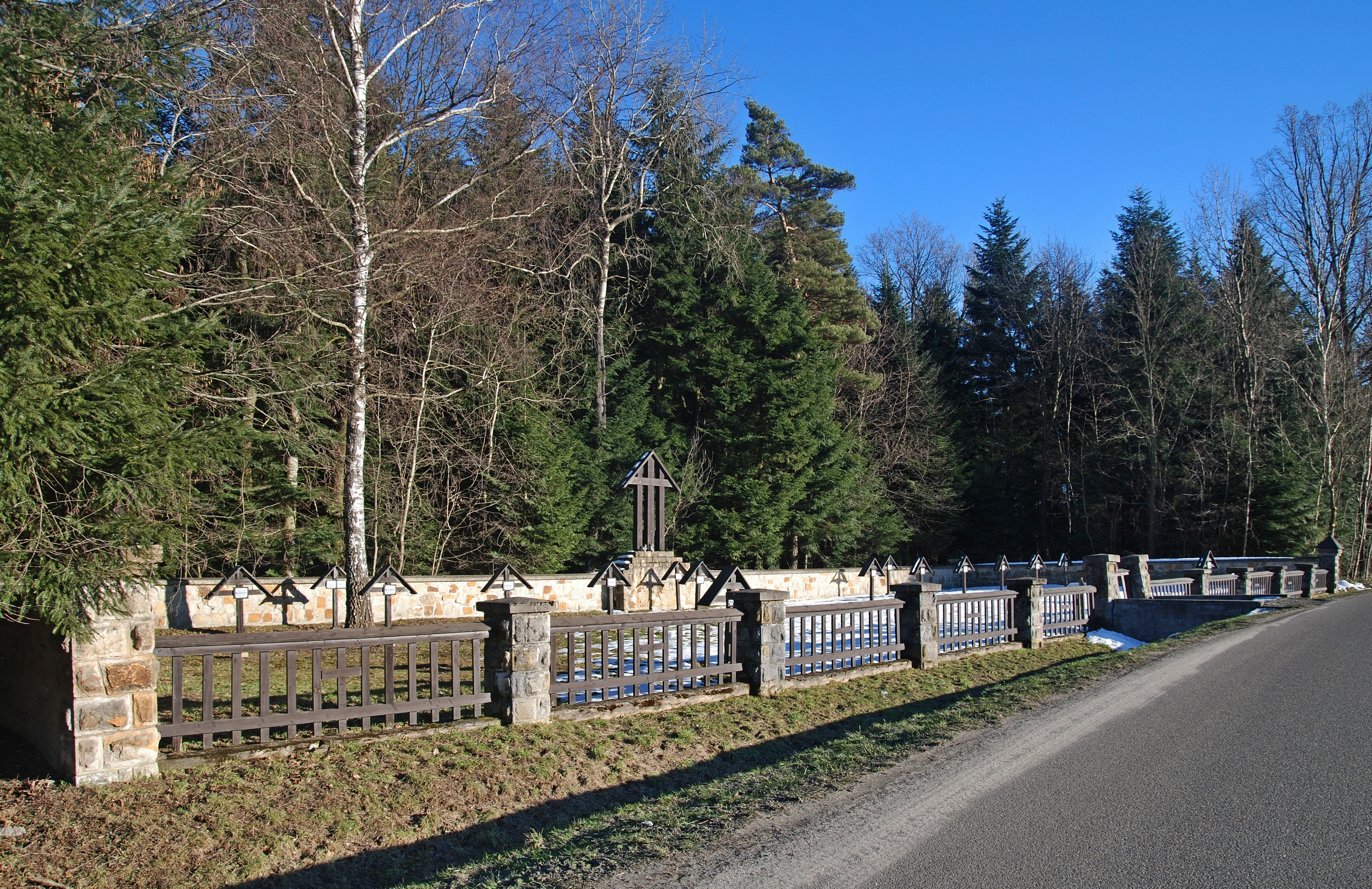
Widok ogólny